# Viluppuram
Viluppuram (tamilski: விழுப்புரம்) – miasto w Indiach, w stanie Tamilnadu. Stolica dystryktu Viluppuram. W 2001 liczyło 95 439 mieszkańców.